# Opopaea cornuta
Opopaea cornuta là một loài nhện trong họ Oonopidae.
Loài này thuộc chi Opopaea. Opopaea cornuta được miêu tả năm 1984 bởi Yin & Wang.